# 거운항
거운항은 경상남도 고성군 고성읍 월평리에 있는 어항이다. 2002년 8월 6일 어촌정주어항으로 지정되었다. 시설관리자는 고성군수이다.

## 어항 구역
- 수역: 거운 소하천 종점부(바다)에서 거운 선착장 남쪽 해안바위 돌출부를 연결한 선내수면
- 육역: 경상남도 고성군 고성읍 월평리 1054-6번지 외 1필지

## 어항 시설
- 호안 79m, 선착장 104m

## 주요 어종
- 굴, 멸치, 갯장어, 감성돔, 도다리, 갯가재, 물메기, 바지락 등

## 주변 관광
- 고성탈박물관: 전시관, 야외장승마당, 체험실 등을 갖추고 있으며, 고성오광대를 비롯한 경남지역 탈놀이에 사용하였던 탈을 중심으로 신앙탈 및 창작탈 등 국내 탈들과 중국, 일본 등 해외 여러나라의 탈들을 전시하고 있다.
- 남산공원 : 고성읍을 한눈에 내려다 볼 수 있는 고성의 유일한 군립공원이다.
- 송학고분, 소가야유물전시관 등